# Leipzig, Bolgrad
Leipzig (după fosta denumire germană; în ucraineană Серпневе, transliterat: Serpneve) este o așezare de tip urban în comuna Tarutino din raionul Bolgrad, regiunea Odesa, Ucraina. În afara localității principale, nu cuprinde și alte sate. Așezarea a fost fondată și locuită de germanii basarabeni.

## Demografie
Componența lingvistică a așezării de tip urban Leipzig
     Rusă (67,48%)
     Găgăuză (10,95%)
     Bulgară (7,57%)
     Română (7,24%)
     Ucraineană (6,7%)
Conform recensământului din 2001, majoritatea populației așezării de tip urban Leipzig era vorbitoare de rusă (67,48%), existând în minoritate și vorbitori de găgăuză (10,95%), bulgară (7,57%), română (7,24%) și ucraineană (6,7%).